# Comuna Madan, Smolean
Madan (în bulgară Мадан) este o comună în regiunea Smolean, Bulgaria, formată din orașul Madan și 42 de sate. 

## Localități componente

### Orașe
- Madan

### Sate
| - Arpadjik - Borika - Borinovo - Borovina - Bukova Poleana - Bukovo - Ciurka - Diralo - Dolie - Gabrina - Galiște - Kasapsko - Koriite - Kraina | - Krușev Dol - Kupen - Leska - Leștak - Livade - Lovți - Mile - Mitovska - Măglișta - Pecinska - Petrov Dol - Ravnil - Ravnișta - Ravno Niviște | - Rustan - Srednogorți - Staicin Dol - Studena - Tănkoto - Uruciovți - Vehtino - Visokite - Vraninți - Vărba - Vărbina - Vărgov Dol - Șarenska - Țirka |

## Demografie
Componența etnică a comunei Madan
     Turci (5,38%)
     Bulgari (58,89%)
     Nicio identificare (32,11%)
     Altele (3,6%)
La recensământul din 2011, populația comunei Madan era de 12.276 locuitori. Din punct de vedere etnic, majoritatea locuitorilor (58,89%) erau bulgari, cu o minoritate de turci (5,38%). Pentru 32,11% din locuitori nu este cunoscută apartenența etnică.